# Faustino Legón
Faustino José Fernando Legón (Sunchales, 25 de septiembre de 1897; 12 de julio de 1959) fue un abogado, jurista y docente argentino destacado por su pensamiento y la enseñanza del Derecho público, en las universidades de La Plata y Buenos Aires. De pensamiento socialcristiano y sin militancia política, fue perseguido por la dictadura antiperonista autodenominada Revolución Libertadora que lo expulsó de sus cátedras en las universidades públicas. En 1958 fue designado como primer decano de la Facultad de Derecho y Ciencias Políticas de la Universidad Católica Argentina, cargo que desempeñó hasta su muerte el año siguiente.

## Biografía
Faustino Legón nació en Sunchales, Provincia de Santa Fe en 1897. Se recibió de abogado en 1919 en la Universidad de Buenos Aires donde también obtuvo su doctorado con una destacada tesis sobre la institución del patronato, la primera obra contra la institución escrita en Argentina desde la postura católica.
Legón se caracterizó precisamente por la vinculación de su visión del Derecho con su fe católica, desde un punto de vista socialcristiano, diferenciándose del catolicismo tradicional argentino que impugnaba el Estado laico y la Constitución liberal de 1853. Sostenía que el derecho es insuficiente como regla total de la vida, pues más allá de la legislación y de la jurisprudencia que arreglan los intereses concretos, “es indispensable predicar la totalidad de la justicia”.
En 1917 ingresa a la Academia Literaria del Plata (luego Academia del Plata) entidad laica orientada por sacerdotes jesuitas. Más adelante la presidiría entre 1932 y 1933.
En 1922 integra la primera comisión directiva de los Cursos de Cultura Católica (CCC) -antecedente de la Universidad Católica Argentina-, junto a Tomás Casares, César Pico, Octavio Sergio Pico, Eduardo Saubidet, Juan Bordieu y Uriel O´Farell. Desde 1928 participa como activo redactor de la revista católica Criterio, fundada ese año por Atilio Dell'Oro Maini.
Legón se dedicó principalmente a la enseñanza del Derecho. En 1926 fue designado titular de la cátedra de Derecho Político en la Facultad de Derecho de la Universidad Nacional de La Plata. En la misma facultad fue director del Instituto de Derecho Político, Constitucional y Comparado entre 1944 y 1949.
En 1931 ingresa a la cátedra de Derecho Político de la Facultad de Derecho de la Universidad de Buenos Aires llegando a ser titular de la misma en 1948, reemplazando a Mariano de Vedia y Mitre. En esa misma facultad y ese mismo año crea y dirige hasta 1956 el Instituto de Derecho Político, Constitucional y de la Administración.
Raúl Arlotti sostiene que "el fundamento de la enseñanza del Derecho Político que realiza Faustino J. Legón en nuestra Facultad puede resumirse en esta expresión: para experimentar lo político hay que encontrarse anímicamente dispuesto y preparado para la verdad de lo humano".
Sus profesores adjuntos fueron Juan M. Bargalló Cirio y Joaquín Díaz de Vivar y, luego de 1956, también Héctor P. Lanfranco y Julio A. Amoedo.
Sin militancia ni ideología política, fue perseguido por la dictadura antiperonista autodenominada Revolución Libertadora que lo expulsó de sus cátedras en las universidades públicas en 1956.
En 1958 fue designado como primer decano de la Facultad de Derecho y Ciencias Políticas de la Universidad Católica Argentina, cargo que desempeñó hasta su muerte el año siguiente. Falleció en Buenos Aires el 12 de julio de 1959, cuando contaba con 61 años.

## Obras
- Doctrina y ejercicio del patronato nacional (tesis doctoral publicada), Buenos Aires, Ed. Lajouane, 1920.
- Comentarios a la nueva Constitución de San Juan, Bs. As., Ciencia de las Leyes, 1927.
- Afirmaciones de ortodoxia y política, Bs. As., Valerio Abeledo, 1930.
- Reformas democráticas y auténtica supremacía constitucional, Bs. As., Cervantes, 1935.
- Reorganización del sistema constitucional de Brasil, Bs. As., Cervantes, 1935.
- La ejemplaridad de Alberdi, Bs. As., Compañía Impresora Argentina, 1936.
- La política del espíritu, Bs. As., Amorrortu, 1936.
- Sentido político y alcances jurídicos de la estructuración supraestatal, La Plata, 1937.
- Carácter y contenido de la constitución Brasileña de 1937, Bs. As., Tall. Gráf. Porter, 1938.
- Diagrama doctrinal de la política de López, Bs. As., Valerio Abeledo, 1938.
- La soberanía: conceptos, formación histórica, doctrinas críticas, sentido ético, Bs. As., Librería Jurídica V. Abeledo, 1938.
- Homenaje a Estrada, Bs. As., Imprenta de la Universidad, 1942.
- Tras el rastro de Estrada, Buenos Aires, Espasa Calpe Argentina, 1942.
- Derecho público provincial, Bs. As., Valerio Abeledo, 1943.
- Anteproyecto de Constitución, Bs. As., 1943.
- Reforma de la Constitución Argentina, Universidad de Buenos Aires: Acción Social, 1948.
- Iglesia y Estado, Bs. As., 1949.
- Cuestiones de política y Derecho, Bs. As., Ed. Perrot, 1951 (en coautoría con Samuel W. MEDRANO). * Las constituciones de la República Argentina, Madrid, Cultura Hispana, 1953.
- Tratado de Derecho Político general, 2 vol., Bs. As., Ediar, 1959, 1961.